# デルタフォース
デルタフォース（英: Delta Force）は、第1特殊部隊デルタ作戦分遣隊（英: 1st Special Forces Operational Detachment Delta/略称:1st SFOD-D）の通称であり、その他に戦闘適応グループ（英: Combat Application Group：CAG）、フォートブラッグ特殊任務部隊（公文書上英: FORT BRAGG Special Mission Unit)、陸軍別動エレメント（英: Army Compartmented Element：ACE）、D'Boys、ザ・ユニット等の名称がある、アメリカ陸軍の対テロ特殊部隊である。
「デルタフォース」自体は通称だが、それをさらに省略しデルタと呼称することもある。なお、第1特殊部隊デルタ作戦分遣隊と訳される場合もある。
統合特殊作戦コマンドからはタスクフォース・グリーンとも呼称されている。

## 概要

デルタフォースの非公式エンブレム

1977年11月19日にイギリス陸軍の特殊部隊SAS（特殊空挺部隊）内に存在するCRW Wing（対革命戦中隊（SASの各戦闘中隊が持ち回りで6ヶ月ごとに交代し担当する対テロ・人質救出専門部隊））をモデルにつくられた。
アメリカ陸軍には以前よりグリーンベレー（陸軍特殊部隊群）や第75レンジャー連隊等の特殊部隊が存在したが、SASで訓練を受けたアメリカ陸軍のチャールズ・アルヴィン・ベックウィズ大佐が国防総省に対テロ部隊の必要性を提唱したのが、創設のきっかけである。
通常は四人一組で行動する。近接戦闘等のほか、現地の語学に精通するなど頭脳面でも高い水準が要求される。演習時には他部隊の一般の兵士に容易に作戦内容を知られぬようにドイツ語やフランス語を使って作戦会議を行うなど、隊員の語学水準は非常に高い。
任務の中では民間人に偽装する必要もあるため、頭髪は他の部隊（アメリカ海兵隊や第75レンジャー連隊）に比べて自由度が高い。また、服装も任務の性質によっては必ずしも軍服を着るとは限らないようで、民間軍事会社の警備要員のように私服に近い服装に武装して任務に当たる写真が数点ある。
この特殊部隊もSASと同様に、世界各国の特殊部隊の模範になっており、米陸軍の情報支援活動、第75レンジャー連隊所属の連隊偵察中隊、米海軍の特殊戦開発グループ、米空軍の第24特殊戦術中隊と合わせて、米軍内でも極めて秘匿性の高いTier1の 特殊任務部隊（Special Mission Unit）となる。SOCOMのファクトブック、CRS（議会調査局）やGAO（会計検査院）の報告書には情報支援活動や連隊偵察中隊同様、部隊名が掲載されておらず、依然として非公式部隊である。

## 部隊名称の由来について
デルタフォースの部隊名については、一部に「ベックウィズ大佐がベトナム戦争中に指揮していた『プロジェクト・デルタ』に由来する」とされることがあるが、これは誤解である。部隊名の由来について、創設者であり初代司令官だったベックウィズ大佐の回顧録をはじめ、いくつかの書籍には次のように記されている。
（新部隊を何と呼ぼうか、という問いに対して）第一特殊部隊作戦分隊＝デルタと呼ぼうではありませんか。われわれのA分遣隊は大尉が指揮をとり、B分遣隊は少佐が、C分遣隊は中佐が指揮官です。ですから、D分遣隊は大佐が指揮官となっては、どうでしょう—チャールズ・ベックウィズ、チャールズ・ベックウィズ他『対テロ特殊部隊を作った男』ABC出版、1987年、136-137頁。ISBN 978-4900387379。
（前略）デルタの名称はグリーンベレーの通常の用語から取られたものだった。
グリーンベレーでは、大尉に率いられる六つのアルファ分遣隊（Aチーム）が、少佐に率いられる中隊規模のブラボー分遣隊（Bチーム）を構成する。チャーリー分遣隊（Cチーム）は、中佐が指揮する大隊規模の部隊である。
第1特殊部隊作戦分遣隊は大佐に率いられ、通常の特殊部隊とは違い、イギリスのSASの中隊－小隊編成をお手本にして部隊が編成されているため、デルタ分遣隊という独自の名称が与えられたのである。—テリー・グリスウォルド、テリー・グリスウォルド他『最強の対テロ部隊 ザ・デルタフォース』並木書房、1994年、36頁。ISBN 978-4890630530。
以上のことから、デルタフォースの名称は小隊相当のA・中隊相当のB・大隊相当のCの各分遣隊が既にあったためである。なお、グリスウォルドの言が事実なら、D分遣隊の隊員構成はどのレベルにも相当しない特殊な編成になっていたことになる。

## 本部について
ノースカロライナ州フォートブラッグの陸軍特殊作戦軍団基地の一角に本部が存在し、部隊の訓練は厳重な秘密の壁に守られている。施設には世界の最先端を行くとされる射撃場、水泳プール、潜水プールがあり、地下鉄や旅客機などあらゆる種類のテロを想定し造られた模擬訓練施設が存在するとされる。市街地での急襲や人質訓練には、「恐怖の館」が使用される。

### 恐怖の館について
「恐怖の館（House of Horror ハウス・オブ・ホラー）」はデルタフォースの訓練施設である。この施設は、各種テロ状況を実演できる一連の部屋のことで、人質救出やCQBの訓練に使用される。または、ここで奇襲攻撃戦術を学び、敵と味方、人質の区別を即座に行えるようにする。この恐怖の館はSASの訓練施設である「キリング・ハウス」を手本に造られたものである。

## 入隊条件について
大部分は陸軍のグリーンベレーや第75レンジャー連隊から選抜されているが、沿岸警備隊や州兵を含め全軍から幅広く登用している。基本的な入隊資格は以下の通りであるが、アメリカ陸軍がデルタフォース関連の入隊条件を公表したことはない。
- 米国籍を保有していること
- 志願者であること
- 連邦航空身体検査に適合すること

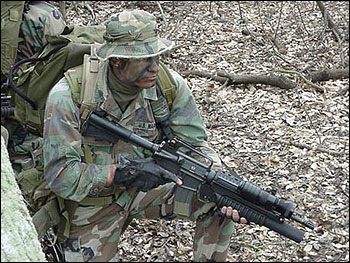
デルタフォースの隊員

- 空挺資格保有、または空挺訓練へ志願できること
- 秘密取扱資格保有、またはそれを取得できる見込みがあること
- 陸軍一般適性検査で110ポイント以上を記録できること
- 陸軍体力テストで、22歳〜26歳標準の225ポイント以上を記録できること（内容は、腕立て伏せと腹筋運動をそれぞれ2分間に55回と62回以上、ランニング2マイルを15分6秒以内に完走）
- レンジャー / 特殊部隊体力テストに合格できること
- 軍法会議で有罪になった経歴・軍律違反を繰り返した記録、共にないこと
- 身体面で特に弱点が無いこと

加えて、志願者が士官か下士官かで追加条件が変化する。
士官の場合
- 少佐または大尉であること（所属兵科不問）
- 将校上級課程を修了していること
- 入隊後、最低24か月間は勤務できること
- 大尉の場合は入隊後、最低12か月間は指揮を執れること

下士官の場合
- 2等軍曹以上であること（所属兵科不問）
- 入隊後、最低50か月間（4年2か月間）は勤務できること

以上の条件を満たした者は1か月間の評価選抜課程、続いて6か月間のOTC（Operator Training Course/戦闘員訓練課程）へと進む。また、入隊後も最低18か月間はOJTの立場での勤務となる。

女性隊員に関しては、G中隊（旧OST（作戦支援部隊））に所属しているとされていたが、2024年12月に米陸軍のマルチメディアである陸軍大学出版の公式ウェブサイトが、"フォートリバティの特殊任務部隊における女性の役割について"の記事を掲載し、SOCOMの要請により記事が削除された事で存在が明らかとなった。

## 参加したとされる主な任務・作戦について
（アメリカ政府は公式に存在を認めていない）

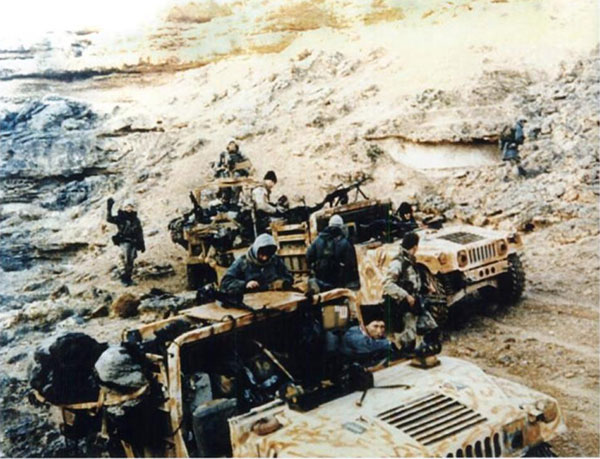
スカッド・ハントを行うデルタフォース

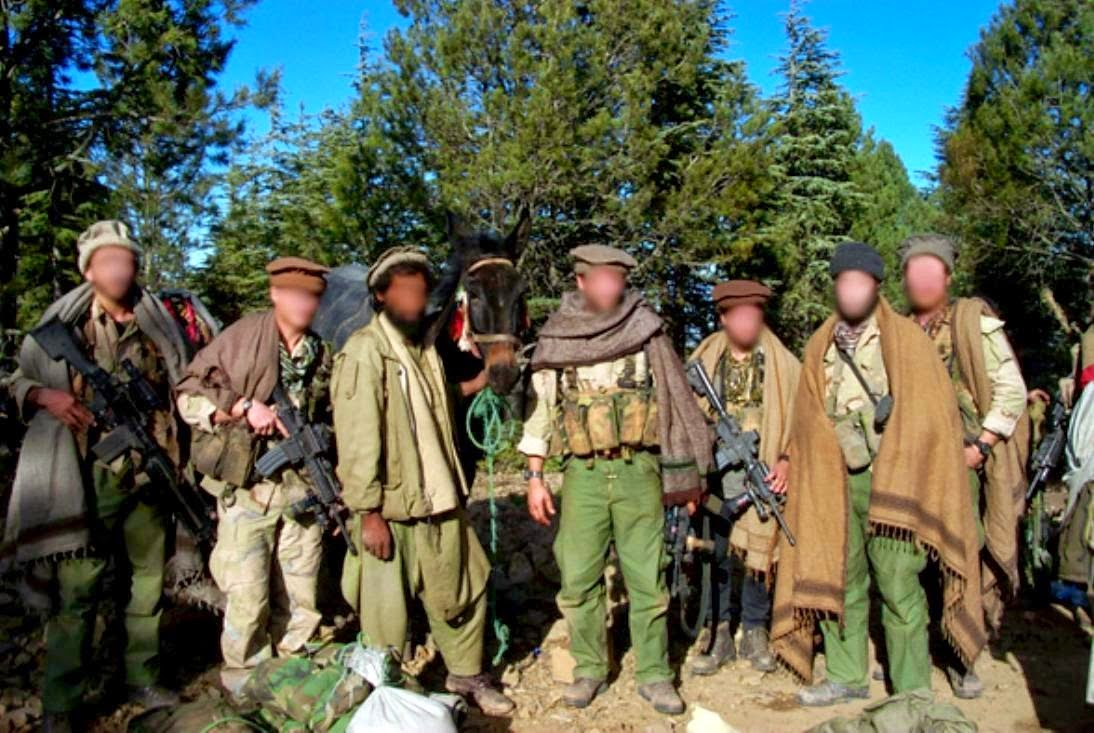
アフガニスタンにて現地民に扮装したデルタフォース

- イランアメリカ大使館人質事件に端を発する人質救出作戦　「イーグルクロー作戦」1980年
- グレナダ侵攻　1983年

「アージェント・フュリー作戦」の一環として収容所を襲撃し政治犯を救出。
- パナマ侵攻　1989年

CIA工作員救出作戦「アシッド・ギャンビット作戦」
- 湾岸戦争「砂漠の嵐作戦」1990〜1991年

スカッドミサイルの捜索・破壊任務に従事
- アイディード派幹部捕獲作戦「ゴシック・サーペント作戦」1993年10月

映画『ブラックホーク・ダウン』のモデルとなった。
- パブロ・エスコバル殺害に関与 1993年12月
- アルカーイダ掃討 2001年〜現在
- コソボ紛争 戦争犯罪者の追跡・捕獲 1993～1999年
- ウサーマ・ビン・ラーディン追跡　2000〜2001年

元デルタフォース隊員が『CBSドキュメント』に出演した時の証言によると、ビンラディンをぎりぎりまで追い詰めたが、実際には殺害許可が得られなかったため、作戦が中止された。
- アフガニスタン紛争

タリバン及びアルカイダ掃討作戦「不朽の自由作戦」「自由の番人作戦」2001〜2021年
新アフガニスタン政府の復興支援及び治安維持を目的とした「確固たる支援任務作戦」2015〜2021年
- イラク戦争「イラクの自由作戦」 2003〜2011年

イラク侵攻での特殊作戦。占領後のイスラム過激派掃討作戦などに従事。
- タスクフォース121によるサッダーム・フセインの捜索・捕縛作戦である「レッド・ドーン作戦（英語版）」に参加。2005年
- タスクフォース145によるイラクの聖戦アル＝カーイダ組織のザルカウィー殺害作戦に関与　2006年6月
- ISIL掃討 2006年〜現在
- 2012年アメリカ在外公館襲撃事件

領事館員及びCIA局員救出に関与  2012年9月
- 1998年に発生した在ケニア・タンザニア米大使館爆破事件に関与したアブ・アナス・アル・リビ（英語版）を捕獲。2013年10月
- イラク及びシリア中東地域における対テロ作戦「生来の決意作戦」2014年〜現在
- 2012年に発生した在リビア米領事館襲撃事件に関与したアーメド・アブ・ハッタラ（英語版）を捕獲 2014年６月
- 米国人ジャーナリストスティーヴン・ソトロフ及びジェームズ・フォーリー救出に失敗　2014年7月
- ISIL幹部アブ・サヤフ(石油採掘部門)の殺害 2015年5月
- ISILの収容所からの人質救出（ペシュメルガとの合同作戦）2015年10月
- バマコホテル襲撃事件（英語版） 2015年11月
- メキシコ海軍によるホアキン・グスマン捕獲作戦「ブラック・スワン作戦（英語版）」に関与 2016年1月
- ISIL幹部スレイマン・ダオウド・アル＝アファリ(化学兵器部門)の捕獲 2016年2月
- ISIL幹部アブドルラフマン・ムスタファ・カドゥリ(財務部門)の殺害　2016年3月
- ISIL幹部アブ・アナス・アル=イラク(財務部門)の殺害　2017年1月
- ISIL第二代指導者アブー・バクル・アル＝バグダーディーの殺害「カイラ・ミューラー作戦」2019年10月26日[3]

- アフガン撤退における「アライズ・レフュージ作戦（英語版）」2021年7〜8月。
- ISIL第三代指導者アブイブラヒム・ハシミの殺害に関与（自爆）2022年2月3日[4]
- 2023年10月19日 - ホワイトハウス公式インスタグラムが、ハマスに連れ去られた人質の救出作戦の支援のためにイスラエルに派遣されたデルタフォース隊員らと現地を訪問したバイデン大統領が握手を交わす写真を公開したが、隊員らの顔に一切加工がされないまま晒して拡散され、1時間後に投稿を削除する失態を犯した。

## 歴史について
アメリカ陸軍第1特殊部隊デルタ作戦分遣隊（通称:デルタフォース）は、米国内で自国のテロ対策の甘さや不備を指摘する声が多かったため、1977年11月19日に創設された。
同部隊は、以前から「陸軍全体から集めた精鋭による部隊」の必要性を訴えていたチャールズ・アルヴィン・ベックウィズ大佐によって編制された。当時すでに、陸軍にはグリーンベレー、海軍にはSEALsといった特殊部隊が存在しており、米国政府や軍上層部は新たな特殊部隊の創設には消極的な姿勢を見せていた。しかし、同年にソマリアのモガディッシュで起きたルフトハンザ航空181便ハイジャック事件におけるドイツの警察系特殊部隊GSG-9（ドイツ連邦国境警備隊第9部隊）の活躍に衝撃を受けた政府は、1960年代前半に、英陸軍のSASに1年間交換勤務した経験を持つベックウィズ大佐に「対テロ専門特殊部隊」の編成を命じたのである。ベックウィズ大佐は英第22SAS連隊での勤務経験を活かし、SASを手本としデルタフォースを創設した。実際にデルタとSASを比べると、組織構成から部隊の性質、訓練プログラムに至るまで酷似している。
1980年4月、イランで発生したイランアメリカ大使館人質事件において、デルタフォースが実行した作戦「イーグルクロー作戦」が失敗し、今まで秘匿が貫かれてきたデルタフォースの存在が明るみに出る事になった。その後、この失敗を教訓とし、軍上層部は改めて強靭な組織作りを進めた。
1981年、JSOC（統合特殊作戦コマンド）、そして、1987年にU.S.SOCOM（アメリカ特殊作戦軍）を設立した。このSOCOMには陸軍・海軍・空軍及び海兵隊の各特殊部隊を統括するに至る。結果、デルタフォースもSOCOMの指揮下に置かれ、その一方、国防総省直轄の組織として機能するようになる。

## 歴代司令官
| 職名   | 氏名                   | 階級 | 在任期間   |
| ------ | ---------------------- | ---- | ---------- |
| 司令官 | Charles A. Beckwith    | 大佐 | 1977〜1980 |
| 司令官 | James R. Paschall      | 大佐 | 1980〜1982 |
| 司令官 | Sherman H. Williford   | 大佐 | 1982〜1985 |
| 司令官 | William F. Garrison    | 大佐 | 1985〜1989 |
| 司令官 | Peter J. Schoomaker    | 大佐 | 1989〜1992 |
| 司令官 | William G. Boykin      | 大佐 | 1992〜1994 |
| 司令官 | Bernard J. McCabe, Jr. | 大佐 | 1994〜1996 |
| 司令官 | Eldon A. Bargewell     | 大佐 | 1996〜1998 |
| 司令官 | Gary L. Harrell        | 大佐 | 1998〜2000 |
| 司令官 | James H. Schwitters    | 大佐 | 2000〜2002 |
| 司令官 | Ronald Russell         | 大佐 | 2002〜2003 |
| 司令官 | Bennet S. Sacolick     | 大佐 | 2003〜2005 |
| 司令官 | Austin S. Miller       | 大佐 | 2005〜2007 |
| 司令官 | Mark W. Erwin          | 大佐 | 2007〜2009 |
| 司令官 | Mark J. O'Neil         | 大佐 | 2009〜2011 |
| 司令官 | ？？？                 | 大佐 | 2011〜2013 |
| 司令官 | Christopher T. Donahue | 大佐 | 2013〜2015 |
| 司令官 | ？？？                 | 大佐 | 2015〜2017 |
| 司令官 | ？？？                 | 大佐 | 2017〜2019 |
| 司令官 | ？？？                 | 大佐 | 2019〜2021 |
| 司令官 | ？？？                 | 大佐 | 2021〜2023 |
| 司令官 | ？？？                 | 大佐 | 2023〜     |

## デルタフォースの著名人（関係者含む）について
- Charles A. Beckwith ：退役陸軍大佐。デルタフォース創設者にして初代司令官（1977年〜1980年）。

第7特殊部隊グループの大尉だった1962年〜1963年の間、英第22SAS連隊へ交換将校として派遣されたことが契機となり、デルタフォース創設を決意するに至る。Operation EAGLE CLAW失敗後は特殊作戦部隊の統合運用の徹底を訴えてJSOC創設に尽力し、1981年に退役。同時にテロ対策のコンサルタント事業を行うSASオブ・テキサス社(Security Assistance Services Of Texas, Ltd)を設立し、社長に就任。
1984年にはホワイトハウス直々の要請でロサンゼルスオリンピック大会における警備計画の全面的点検を担当した。
1994年6月13日、心不全のため没（64歳）。生前、自身の回顧録である『対テロ特殊部隊を作った男―米軍デルタフォース秘話』（原題 Delta Force: The Army's Elite Counterterrorist Unit）を出版している。
- Richard J. Meadows：退役陸軍少佐。Arthur D. Simons退役陸軍大佐と並ぶ米特殊作戦界の伝説的人物。

1947年、16歳で陸軍へ志願入隊。朝鮮戦争従軍時には20歳で曹長へ昇進し、米陸軍史上最年少の曹長となった。
1961年〜1962年の間、第7特殊部隊グループの下士官として初めて英第22SAS連隊へ派遣（この時に知り合ったSAS特務曹長の娘と後に結婚）。帰国後は第8特殊部隊グループや第5特殊部隊グループで勤務し、ベトナム戦争ではMACV-SOGに所属して北ベトナムおよびラオスへの24回以上にも及ぶ極秘越境作戦に従事した。また、1970年に行われたソンタイ捕虜収容所奇襲作戦では地上強襲チームを指揮した。
1977年に退役するが、民間アドバイザーとしてデルタフォース創設を支援、中南米におけるDEAの麻薬撲滅作戦の支援、Operation EAGLE CLAWにおける情報収集チームの一員としてイランへ潜入…など現役引退後も常に特殊作戦の最前線に立ち続けた。
1995年7月29日、白血病のため没（64歳）。当時のビル・クリントン大統領から大統領自由勲章を死後授与された。現在、ノースカロライナ州フォートブラッグ基地には彼の銅像が立っている。
- Eric L. Haney：退役陸軍最先任上級曹長。

デルタフォース創設メンバーの一人として、1979年〜1985年の間、B戦闘中隊第1小隊Cチームに所属。その間、Operation EAGLE CLAW、レバノンにおける米国務省要員の身辺警護とテロリスト狙撃任務、Operation URGENT FURY、ホンジュラスにおける共産ゲリラ掃討作戦など幾多の実戦を経験。
デルタフォースを離れた後、第193歩兵旅団の旅団付き最先任上級曹長としてOperation JUST CAUSEに参加し、1990年に退役。
退役後はフリーランスの特殊作戦コンサルタントとして活動し、中南米における誘拐事件の人質交渉、アルジェリアにおける対テロ作戦の支援などの他、1994年にはハイチへ戻るジャン＝ベルトラン・アリスティド大統領の警護隊長を務めた。自身の回顧録である『デルタ・フォース極秘任務 創設メンバーが語る非公式部隊の全貌』（原題 Inside Delta Force: The Story of America's Elite Counterterrorist Unit）を出版している。
- Lewis H. Burruss, Jr.：退役陸軍中佐。デルタフォース創設メンバーの一人であり、部隊創設にあたって最初にBeckwith大佐自らが選抜した将校の一人。部隊の創設準備に従事する傍ら英第22SAS連隊へも派遣されており、帰国時には当時のSAS連隊長に「こいつがいらないなら、うちで引き取るぞ」と言わしめた。

デルタフォースA戦闘中隊の初代中隊長を務め、その後は選抜訓練＆OTC責任将校に就任。Operation EAGLE CLAWおよびOperation URGENT FURYに参加。デルタフォース副司令官の職を最後に1986年に退役。
- Walter L. Shumate：退役陸軍最先任上級曹長。

デルタフォース創設メンバーの一人であり、部隊創設にあたって最初にBeckwith大佐自らが選抜した下士官の一人。デルタフォースでは主に選抜担当上級下士官を務めた。
空挺歩兵として朝鮮戦争に従軍し、その後グリンベレーに入隊。水泳が得意であったため海軍のUDT-12（水中破壊工作チーム12）へ派遣されて訓練を受け、特殊部隊水中作戦学校を設立した。Beckwithが少佐としてベトナム戦争でB-52 Project DELTAの指揮を執っていた頃からの付き合いで、46歳というデルタフォース史上最年長で選抜課程をクリアした人物である（なお、この時に水泳を特技としながらも単純な水泳テストで落伍しているが、Beckwith大佐の特別な計らいにより再度チャンスを与えられている）。
1982年に退役した後も民間の保安担当官としてデルタフォースに勤務し続け、癌で没している。
生前、戦友達と共にジョークでデルタフォース本部施設へのパラシュート降下を敢行した。Shumate曹長は独特の口髭を生やしていたことでも有名で、デルタフォース本部の廊下には額縁に入った彼の口髭が飾られている。
なお、息子であるAlan J. Shumateは現役の陸軍将校で、第82空挺師団、グリンベレー、デルタフォースなどで勤務している。
- Wade Y. Ishimoto：退役陸軍大尉。

デルタフォース創設メンバーの一人であり、部隊創設にあたって最初にBeckwith大佐自らが選抜した下士官の一人。
ファミリーネームが示すとおり日系人である。
デルタフォース入隊時は曹長だったが、Beckwith大佐の推薦により一足飛びに大尉への昇進を果たし（ダイレクトコミッション）、情報将校補佐に就任した。柔道や合気道など様々な武道の達人である。
- Wayne E. Long：退役陸軍大佐。

デルタフォース創設メンバーの一人であり、部隊創設にあたって最初にBeckwith大佐自らが選抜した将校の一人。デルタフォースでは主に情報将校を務め、他にISA（情報支援活動）部隊やDIAでの勤務経験もある。1994年〜2003年の間、ソマリアにおける国連の保安担当主任顧問と人質交渉担当主任を務めた。
- Peter J. Schoomaker：退役陸軍大将。

デルタフォース創設メンバーの一人で、1989年〜1992年の間、デルタフォース司令官を務めた。
その後、JSOC司令官、U.S.ASOC司令官、U.S.SOCOMの5代目司令官などを歴任して2000年に退役するも、2003年、当時のドナルド・ラムズフェルド国防長官の要請で一時現役復帰し、2007年まで35代目アメリカ陸軍参謀総長を務めた後、完全に退役した。
- Edward C. Meyer：退役陸軍大将。

デルタフォース創設を支持した代表的人物で、1979年〜1983年の間、29代目アメリカ陸軍参謀総長を務めた。
1977年〜1979年の間、陸軍作戦計画担当参謀次長（中将）として陸軍内で己の持ちうるありとあらゆる権力・政治力を駆使してBeckwith大佐を支援した。Meyer大将は特殊作戦に従事した経験こそ全く無かったが非常に先見の明のある人物であり、今後、アメリカの国益のためにデルタフォースのような部隊が必要だと直感していた。1983年に退役。
- Robert C. Kingston：退役陸軍大将。

デルタフォース創設を支持した中心人物の一人で、1983年〜1985年の間、U.S.CENTCOMの初代司令官を務めた。1977年当時、ジョン・F・ケネディ軍事援助センター（現在のJFK特殊戦センター）司令官を務め、Beckwith大佐のデルタフォース創設プロジェクトを支援した。Kingston大将は特殊作戦経験豊富な人物で、朝鮮戦争でゲリラ戦に従事したのをはじめ、レンジャー課程の教官、MACV-SOGの作戦将校、第3特殊部隊グループ司令官などを歴任している。1985年に退役。
U.S.SOCOM創設時、初代司令官候補に名前が挙がったが既に陸軍を退役済みであったため、当時の現役大将クラスで経歴の一部に特殊部隊勤務があるJames J. Lindsay陸軍大将が選ばれた。2007年2月28日、没（79歳）。
- James J. Lindsay：退役陸軍大将。

デルタフォース創設を支持した人物の一人で、1987年〜1990年の間、U.S.SOCOMの初代司令官を務めた。
1977年当時、第18空挺軍団の参謀長（准将）として創設間近のデルタフォースの司令部となる建物を探していたBeckwith大佐のために、フォートブラッグ基地内の営倉の使用を快く許可した。「今、営倉には数人の懲罰兵が入っているが、そいつらを街の刑務所へ移してしまうのはどうだろう。君の提案のほうがよほど有効的だと思うからね。大佐、君の勝ちだ」―この言葉を聞いたBeckwith大佐は大変感謝すると同時に、しかしこの将軍はもう二度と昇進できないだろうな…と悔やんだが、結果的にそれは杞憂だったようである。1990年に退役。
- Samuel V. Wilson：退役陸軍中将。

デルタフォース創設を支持した人物の一人。アメリカの特殊作戦界および諜報界における有名人であり、第二次世界大戦中にOSS（戦略事務局。CIAの前身組織）の将校や"Merrill's Marauders"の通称で有名な第5307臨時混成部隊の情報偵察小隊長などを務め、戦後はロシア語訓練を受けて軍からCIAへ出向し、国防総省や国務省のロシア語翻訳官を偽装身分としてソ連や東欧で諜報活動に従事。軍に復帰後は創設されたばかりの第10特殊部隊グループの将校として朝鮮戦争に従軍。
その後は特殊作戦担当国防長官補代理、第6特殊部隊グループ司令官、在ソ連アメリカ大使館の駐在武官、CIAの長官付き副官、DIA長官などを歴任し、1977年に退役。
Richard J. Meadows少佐と並ぶ米特殊作戦界の伝説的人物。デルタフォース創設を支持した人物の一人で、デルタ専用狙撃銃の設計に関与。第2次大戦中、レンジャー隊員として太平洋戦線で日本軍と戦い、戦後は第77特殊部隊グループ（現在の第7特殊部隊グループ）の将校としてラオスでの秘密作戦に従事。その後、第8特殊部隊グループの初代司令官（この当時の部下の一人にRichard Meadowsがいた）を経てベトナム戦争でMACV-SOGの地上研究グループ部長（この部署は地上における全ての越境偵察作戦を指揮していた）を、1970年に行われたソンタイ捕虜収容所奇襲作戦では任務指揮官を務めた。
1973年に退役。
1979年、アメリカのコンピュータ会社EDSの幹部2名がイランのテヘラン支社で不当に逮捕され、巨額の保釈金を要求された際、当時のEDS会長ロス・ペローから救出作戦を依頼され、見事成功させた。この出来事の一部始終はケン・フォレット著の『鷲の翼に乗って』（原題 On Wings of Eagles）という小説として書かれている。
1979年5月21日、心筋梗塞のため没（61歳）。なお、U.S.SOCOMには特殊作戦コミュニティに大きく寄与した人物に与えられる栄誉賞として、彼の名を冠した"Bull Simons Award"がある。現在、ノースカロライナ州フォートブラッグ基地には彼の銅像が立っている。
- Jesse L. Johnson：退役陸軍大佐。

1980年〜1983年の間、デルタフォース副司令官を務めた。その他、第10特殊部隊グループ司令官や、湾岸戦争時にはSOCCENT（中央特殊作戦コマンド）司令官を務め、“大の特殊部隊嫌い”として有名だったノーマン・シュワルツコフ陸軍大将（当時のアメリカ中央軍司令官）に「湾岸戦争の影の功労者であり、偉大な武人」と言わしめた。
1991年に退役。
- Larry Vickers：退役陸軍曹長。

高校卒業後に陸軍入隊、グリーンベレーに所属する。その後予備役となり、大学で機械工学を専攻しながら1911専門のガンスミスとして有名なスティーブ・ナストフに師事する。
大学卒業後に陸軍に戻り、デルタフォースに入隊する。
1989年、パナマ侵攻時のCIA工作員救出作戦(Operation Acid Gambit)に参加。
また軍に在職中の負傷により左足に後遺症が残り、他の部分にも故障を抱えている。
2004年に陸軍を退役。
退役後は、ガンスミスに転身し、1911のカスタムだけでなくHK416やHK45の設計にアドバイザーとして携わっている。
その他の関連企業Blue Force Gear、Daniel Defense、Tango Down等。
- Steve Swierkowski”

元陸軍特殊部隊の士官。
デルタフォース・中隊指揮官、副司令官・作戦立案者としてコートジボワール、ガーナ、西アフリカ、アフガニスタン（CJSOTF-A）、イラク（OIF）での展開を経験。
2010年に退役。
退役後は、デルタフォースに繋がりのある「タイガースワン（TigerSwan）」社で事業・契約部門長を担い、2014年に元デルタフォース隊員で構成する訓練提供企業「TRC: The Range Complex」の社長として独立。
- Kevin Holland：退役陸軍曹長。

1988年海軍入隊後、BUD/Sに参加。
1989年SEALsのチーム８に配属。
1990年湾岸戦争に従軍。
1992年DEVGRUに転属
1995年海軍を退役。
2001年アメリカ同時多発テロが発生。
すぐ原隊への復帰を願い出たが、既にDEVGRUはアフガニスタンに展開していたため、元指揮官の勧めで１年後陸軍に入隊。
2005年に陸軍特殊部隊資格を取得し、その後デルタフォースの選抜審査に合格。
史上初めて陸軍と海軍のTier1特殊任務部隊に入隊を果たした隊員になった。
その後、中東に20回以上派遣され、2011年の任務中左胸に被弾するが一命をとりとめる。
2013年に再度を退役するが、それまでの期間を治療やリハビリ等に費やす。
退役後は、Kryptek Outdoor Groupで研究開発担当兼副社長を務めており、戦場で培った豊富な経験と知識を新しい商品開発に活かしている。
- Mike Pannone

フォースリーコン、陸軍特殊部隊、デルタフォース等に所属。
デルタフォース在籍時に爆発事故で右目に重傷を負い退役。
退役後は、VTAC (Viking Tactics)、BHI (Blackheart International) などのインストラクターを務め、2008年 に CTT Solutions（Comprehensive Technical and Tactical Solutions）社を設立した。
- Pat McNamara：退役陸軍上級曹長。

1965年生まれで高校卒業後、米陸軍へ入隊。
22年間の陸軍人生のうち13年間をデルタフォースに所属し、1997年からの東欧における戦争犯罪人逮捕作戦から、2003年以降からの旧イラク政権指導者逮捕作戦における、タスクフォース20としてCIAと共に活動。
2005年に退役後はインストラクターとしてTMACS INCを立ち上げている。
- George Andrew Fernandez

2003年、イラクの自由作戦下のイラク北部で作戦中に戦死。没（36歳）。
- Ivica Jerak

2005年、イラクアルカイムでの作戦中に対戦車地雷によって戦死。没（42歳）。
- George Hand

退役後、ネバダ州ラスベガスの北にある米国の核実験場で、米国エネルギー省の下請けとして16年間勤務。
現在は、人身売買対策の情報分析および街頭工作員として働いている。
- Michael L.Mcnulty

2005年6月17日、イラクのアルカイム近郊での戦闘で戦死。没（36歳）。
- Robert Horrigan

2005年6月17日、イラクのアルカイム近郊での戦闘で戦死。没（40歳）。
- Tyler Grey退役陸軍一等軍曹。

陸軍入隊後、第75レンジャー連隊第 2大隊に所属後、デルタフォースに転属。
2005年、イラク・サドルシティーでの作戦中に右腕に重症を負い除隊。
４年間のリハビリ生活と延べ 30以上の外科手術を受け見事な回復を果たし、利腕を右腕から左腕に変更している。
除隊後は映画界でその活躍の場を広げており、2016 年の「スーサイド・スクワッド (Suicide Squad) 」や、2013 年の「オーバードライ(Ôvâdoraivu) 」、2015 年の「That Which I Love Destroys Me」、2017年から「SEAL Team」といった作品に関わっている。
- Brett Fredricks”

1980年代から1990年代にデルタフォースに所属し1990年代中頃に退役。
2007年までイラクで民間警備請負人として勤務。
2014年12月ソマリアのアデン・アッデ国際空港近くにあるアフリカ連合ソマリア・ミッション軍ベースキャンプでの警備業務中に、イスラム武装勢力アル・シャバブの襲撃により戦死。没（55歳）
- John R. Steinbaugh：

1987年に陸軍に入隊。
1994年に衛生兵となり、第10特殊部隊グループに所属。
2000年からSEREのインストラクター。
2003年にデルタフォースに配属。
2012年に陸軍を退役。
退役後は、軍が計画をすすめていた新型医療品開発に力を注ぐためにRevMedxの責任者になった。現在は新型注射器であるX Statを開発し、軍に配備を進めるように尽力している。
- Christopher Nelms：陸軍上級曹長。

1990年に陸軍入隊。
フィリピンやイラクに2度の派兵され、その後陸軍州兵の第19特殊部隊グループに配属。
1997年からワシントン州の消防士として勤務。
2008年に陸軍に復帰しデルターフォースの選抜過程に参加。
中東・アフリカへの派遣を７度を経験。
2018年7月1日に自由降下訓練中の事故により殉職。没（46歳）
- John McPhee”

第７特殊部隊グループを経て、デルタフォースに所属。
2011年に陸軍を退役。
退役後は、タクティカルトレーニンググループ　S.O.B　シェリフ オブ バグダッドを設立。
- Tom Spooner”

陸軍入隊後、第82空挺師団に配属。
その後、陸軍特殊部隊資格コースを修了し、第7特殊部隊グループに転属。
2001年に、デルタフォースに配属。
中近東へ 17度の派兵を経験している。
2011年に陸軍を退役。
退役後は、退役軍人のPTSDなどに対応する慈善活動団体Elder Heartに参加。
兄弟のScot Spooner”氏もデルタフォース隊員。
- Benjamin A. Stevenson：

2011年、アフガニスタン南東部のパクティカ州でのアルカイダ掃討作戦中の銃撃戦により戦死。没（36歳）。
- Dale Comstock”

陸軍入隊後、第82空挺師団に配属。
第3特殊作戦グループを経て、1991年にデルタフォースに配属。
2001年に陸軍を退役。
退役後は、大学において博士号を取得。
現在は、イントレピット グローバル セキュリティ ソリューション社の副社長。
- David R. Halbruner：陸軍曹長。

ベンガジ在外公館襲撃事件での功績により殊勲十字章 (アメリカ合衆国)を受勲。
- Tate Jolly：退役海兵隊曹長。

ベンガジ在外公館襲撃事件での功績により海軍十字章を受勲。海兵隊からデルタフォースに入隊。
- Joshua Wheeler（英語版）：陸軍曹長。

オクラホマ州ローランド出身。
1995年、陸軍入隊。陸軍第 24歩兵連隊に配属。
1997年、第75レンジャー連隊第2大隊B中隊に転属。
2004年、デルタフォースに転属。
中近東へ 11度の派兵を経験している。
2015年10月22日、デルタフォースの一員としてクルド人部隊が主導する“イラク北部にあるISILの収容所からの人質救出作戦”に参加。収容所への侵入するためクルド人部隊が外壁を爆破したが失敗。作戦を変更し収容所の外壁をよじ登り侵入、直後に敵の銃撃に遭い戦死。没（39歳）。
米軍にとってWheeler曹長の犠牲はイラクにおいて、2011年のイラク撤退以来となった。
- Jonathan J. Dunbar

2018年3月、イラクでのISIL掃討作戦中にIEDの爆発により死亡。没（36歳）。
- Thomas “Patrick” Payne（英語版）：陸軍上級曹長（現役）。

サウスカロライナ州ベイツバーグ出身。
2002年に陸軍入隊後、空挺資格課程を修了。
2003年にレンジャー教育課程を修了後、第75レンジャー連隊第1大隊に配属。
2007年にデルタフォースに転属。
イラク・アフガニスタン・アフリカ諸国等に１７回派遣。
2012年のベストレンジャーコンテストで優勝。
2015年10月22日、イラク北部で行われた救出作戦中に参加。銃撃戦のなか危険を顧みず炎上する建物から人質37名を救出。作戦の結果約70名の人質を救出（作戦目標の人質15名はいなかった）。その功績から2020年に名誉勲章を受勲。彼は同部隊として1993年のOperation GOTHIC SERPENT以来の名誉勲章の受勲者となり初の存命中に授与された隊員となった。
2017年にノーリッチ大学を卒業し、戦略研究と防衛分析の理学士号を取得。
- Kyle A. Morgan：退役陸軍一等軍曹。

2003年にイラクで第82空挺師団の歩兵として活躍し、その後第7特殊部隊グループを経て、デルタフォース隊員としてそして11年間勤務。
2015年11月20日、マリの首都バマコでのラディソン・ブルホテル襲撃事件において、人質救出における並外れた英雄的行為を称えられ殊勲十字章を受勲。
退役後はトレーニング会社Blu Bearing Solutionsを設立し、長年にわたる戦場での経験と知識を法執行機関や民間人に提供しています。
- Brett Velicovich”：元UAVパイロット。

デルタフォース所属のドローンパイロットとして約 10年間従事し、イラク、ソマリア、ブルンジ、アフガニスタンなどのミッションに参加。
空対地ミサイルAGM-114 ヘルファイアを二発搭載した無人航空機 RQ-1 プレデターを操り、テロリストの捕捉・捕獲・排除、味方の援護など、各戦地の上空で任務をこなしてきた。
退役後は、アフリカの野生動物を密猟者から無人航空機で守るプロジェクトである　African Eye Project を創設し、現在は野生動物の保護活動に尽力している。
- コナン”：軍用犬。

デルタフォース所属のベルジアン・シェパード・ドッグの雌。
2019年10月26日のアブー・バクル・アル＝バグダーディー殺害を目的としたカイラ・ミューラー作戦に参加し、バグダーディーが自爆した際にトンネルが崩壊し負傷したが、その後回復し復帰した。
作戦の功績によりトランプ大統領から特注の勲章を授与された。
2013年生まれで、2019年当時の年齢としては「最盛期」で、引退の予定はないという。

## ゴシック・サーペント作戦（モガディシュの戦闘）の関係者
- William G. Boykin：退役陸軍中将。

デルタフォース創設メンバーの一人で、1992年から1994年の間、デルタフォース司令官を務め、ゴシック・サーペント作戦にも参加。
その後、CIAへ出向して特殊活動部の副部長を務め、軍復帰後は陸軍特殊作戦コマンド司令官、JFK特殊戦センター司令官、国防総省の情報および戦闘支援担当国防次官代理などを歴任し、2007年に退役。
敬虔なクリスチャンとしても有名で、まだ現役の陸軍将官だった頃、2001年から始まった一連の対テロ戦争をキリスト教とイスラム教による宗教戦争だと見なす趣旨の発言をし、一時物議を醸した。
また、アブグレイブ刑務所における捕虜虐待事件など対テロ戦争における米側不祥事にも関与した疑いが持たれている。
- William F. Garrison：退役陸軍少将。

1985年から1989年の間、デルタフォース司令官を務める。ゴシック・サーペント作戦では統合特殊作戦コマンド司令官（少将）としてタスクフォース・レンジャーを指揮した。その後、JFK特殊戦センター司令官を務め、1996年に退役。単なる偶然か、彼の退役日はかつてソマリアで交戦した武装民兵組織の指導者モハメド・ファラ・アイディド将軍が戦死した日の翌日であった。
現在はテキサス州に定住。
- Gary L. Harrell：退役陸軍少将。

1989年の「アシッド・ギャンビット作戦」を指揮。
1993年10月3日〜4日、デルタフォースのC戦闘中隊長（中佐）としてゴシック・サーペント作戦に参加し、タスクフォース・レンジャーの地上任務指揮官を務めた。
1998年から2000年の間、デルタフォース司令官を務める。
その後、SOCCENT司令官、NATO軍緊急展開タスクフォース司令官、U.S.ASOC副司令官などを歴任し、2008年に退役。
- Austin Scott Miller：退役陸軍大将。

1983年、陸軍士官学校を卒業。
1984から1987年、レンジャー課程を修了後、第325歩兵（空挺）、第82空挺師団、第75レンジャー連隊などに配属。
1993年10月、デルタフォースC戦闘中隊の小隊長（大尉）としてゴシック・サーペント作戦に参加し、タスクフォース・レンジャーで強襲チームを率いた。
1997年、陸軍指揮幕僚大学を卒業。
2005年から2007年、デルタフォース司令官（大佐）。
2009年統合参謀本部の特殊作戦及び対テロ担当副部長。
2013年〜2014年、単米合同特殊作戦部隊司令部の司令官。
2014〜2015年、フォート・ベニングにある陸軍総司令部“機動中核的研究拠点”の指揮官。
2016年、統合特殊作戦コマンド司令官（中将）。
2018年、アフガニスタン駐留米軍司令官に就任。
同年10月、カンダハル州知事との会談後、タリバン工作員よる襲撃が発生し13人が死傷。以後、外出時はボディアーマーやM4カービン等で自ら武装するようになった。
2021年7月、 正式に確固たる支援任務及び自由の番人作戦の終了を宣言し、駐留米軍司令官を辞任。
同年9月、上院軍事委員会にてアフガン在留米軍撤退への危惧を証言。
同年12月、陸軍を退役。
2022年3月、テキサス州のソフトウェア企業「Striveworks, Inc」の名誉顧問に就任。
- Lee A. Van Arsdale：退役陸軍大佐。

元デルタフォース戦闘中隊長。
ゴシック・サーペント作戦ではタスクフォース・レンジャーの統合作戦センター司令官を務めた。
その後、国防総省の特殊作戦および小規模紛争担当国防長官補オフィスで対テロおよび特別計画部長を務め、1999年に退役。
映画「ブラックホーク・ダウン」のテクニカル・アドバイザーも務めている。
- Timothy Griz L. Martin.：陸軍曹長

1993年10月3日、デルタフォースC戦闘中隊の一員としてゴシック・サーペント作戦に参加し、RPG-7の直撃を受け重傷を負い戦死。没（38歳）
- Gary I. Gordon：陸軍曹長。

1993年10月3日、デルタフォースC戦闘中隊の一員としてゴシック・サーペント作戦に参加し、撃墜されたヘリコプター搭乗員救助のための戦闘で戦死。
没（33歳）
1994年5月23日、同じく戦死したRandall D. Shughart一等軍曹と共に当時のビル・クリントン大統領から名誉勲章を死後授与された。彼等はベトナム戦争以来初の名誉勲章受章者となった。
デルタフォース入隊前は第10特殊部隊グループに所属しており、現在、第10特殊部隊グループ第3大隊の本部施設には彼の名が冠されている。また、海軍の車両貨物輸送艦にも彼の名が冠されている。
- Randall D. Shughart：陸軍一等軍曹。

1993年10月3日、デルタフォースC戦闘中隊の一員としてゴシック・サーペント作戦に参加し、撃墜されたヘリコプター搭乗員救助のための戦闘で戦死。
没（35歳）
1994年5月23日、同じく戦死したGary I. Gordon曹長と共に当時のビル・クリントン大統領から名誉勲章を死後授与された。彼等はベトナム戦争以来初の名誉勲章受章者となった。
現在、海軍の車両貨物輸送艦に彼の名が冠されている。（シュガート級車両貨物輸送艦）
- Matthew Loren Rierson.：陸軍一等軍曹。

1993年10月3日、デルタフォースC戦闘中隊の一員としてゴシック・サーペント作戦に参加し、作戦終了後の10月6日に基地格納庫近くに着弾した迫撃砲弾の炸裂を受け死亡。没（33歳）
- Earl Robert Fillmore Jr.：陸軍一等軍曹。

1993年10月3日、デルタフォースC戦闘中隊の一員としてゴシック・サーペント作戦に参加し、頭部への銃撃により戦死。没（28歳）
- Daniel Darrell Busch：陸軍二等軍曹。

1993年10月3日、デルタフォースC戦闘中隊の一員としてゴシック・サーペント作戦に参加し、最初に撃墜されたUH-60「スーパー61」搭乗。
墜落後、搭乗員を守るために奮戦し戦死。没（25歳）
- Brad Halling：退役陸軍曹長。

1983年から陸軍特殊部隊で７年間務めた後にデルタフォースに転属。
1993年10月3日から4日、デルタフォースC戦闘中隊の一員としてゴシック・サーペント作戦にスナイパーとして参戦し、Gary I. GordonとRandall D. Shughartと共にUH-60「スーパー62」に搭乗し、撃墜されたヘリコプター搭乗員救助に向かった両名を上空から狙撃援護を行っていた際、RPG-7の攻撃をうけを左脚が重傷のうえ切断。
しかし、壮絶なリハビリの末、陸軍初の下肢欠損障害者の現役特殊部隊員となった。また重傷、負傷、病気を負った陸軍兵士に現役または予備役として陸軍に勤務し続ける機会を提供する「COAD Program」を開拓。
2000年に退役。
退役後、コネチカット大学の大学院課程を修了。公認義肢装具士の資格を取得後、ロングアイランドの義肢装具クリニックで就職。
しかし、９１１事件が発生。彼は陸軍に復帰し、2003年まで特殊部隊の訓練教官として勤務。
現在は元陸軍法務官の女性と結婚し、共にノースカロライナ州でウィスキー蒸留所「BHAWK」を経営中。
- James P. McMahon：退役陸軍上級曹長。

高校卒業後米陸軍に入隊。
第75レンジャー連隊で16年間務めた後にデルタフォースに転属。
1993年10月3日から4日、デルタフォースC戦闘中隊の一員としてゴシック・サーペント作戦にスナイパーとして参戦し、最初に撃墜されたUH-60「スーパー61」にBusch二等軍曹と搭乗していた。
2002年に退役。
その後は、国内外の軍需企業に身を置き、2013年以降はノースカロライナ州のフォートブラッグ基地で特殊作戦インストラクターとして勤務していた。
2019年11月5日に他界。没（64歳）。
- Paul R. Howe：退役陸軍曹長。

1993年10月3日から4日、デルタフォースC戦闘中隊の一員としてゴシック・サーペント作戦に参加し、タスクフォース・レンジャーの強襲チーム分隊長を務めた。ちなみに、彼の妻はBeckwith大佐の娘である。レンジャー試験に合格した後レンジャーにはならず、そのままデルタフォースの選抜試験を受けて入隊した。
2000年退役。現在は、インストラクターとして“The CSAT way”を立ち上げている。
映画「ブラックホーク・ダウン」の“ジェフ・サンダーソン一等軍曹”のモデル。
- Norman Hooten：退役陸軍曹長。

1993年10月3日から4日、デルタフォースC戦闘中隊の一員としてゴシック・サーペント作戦に参加し、タスクフォース・レンジャーの強襲チーム分隊長を務めた。その後もデルタフォース隊員として、911後の不朽の自由作戦まで所属し、2001年に退役。
退役後は、航空保安局のスカイマーシャルやヨルダンにある「KASOTC：アブドラ国王特殊作戦訓練センター」の副所長として勤務。
現在は、負傷した退役軍人のオピオイド中毒問題に着目し退役軍人省勤務の薬剤師に転身。
また葉巻会社“Hooten Young”を創業。
映画「ブラックホーク・ダウン」の“ノーマン フート ギブソン一等軍曹”のモデル。
- Kyle E. Lamb”：退役陸軍上級曹長。

1986年に陸軍入隊。
1989年に第82空挺師団に配属。
1992年にデルタフォースに転属。
1993年10月3日から4日、デルタフォースC戦闘中隊の一員としてゴシック・サーペント作戦に参加。
その後ソマリア、ボスニア、イラクなどの特殊作戦に従事。
2007年に退役。
退役後、バイキング・タクティクス社 (VTAC：Viking Tactics, Inc.) を設立し、オリジナルブランドのタクティカルギアや銃器パーツを手掛けるほか特殊部隊向けのリーダーシップセミナーを開催している。
- Lawrence N. Freedman：退役陸軍上級曹長。

ペンシルベニア州フィラデルフィア出身。
1965年に陸軍入隊。
第5特殊部隊グループに所属し、ベトナム戦争に従軍。
1978年にデルタフォースに配属。
1982から1984年「特別プロジェクトチームメンバー」。
その後はサージェントメジャーズアカデミー、JFK特殊戦センター等を渡り歩き1990年に陸軍を退役。
退役後はCIAの契約工作員として活動し、1992年12月22日にソマリアでの秘密作戦中に地雷もしくはIEDにより死亡した。
没（51歳）
彼はゴシック・サーペント作戦以前にソマリアで最初に命を落としたアメリカ人である。

## 主要装備

### 小銃
- コルトM733
- M4
- HK416
- SIG MCX LVAW・CSAW
- SIG MCX RATTLER

### 機関銃
- H&K MP5
- H&K MP7

### 拳銃
- M1911
- グロック17
- SIG SAUER P320

## 登場作品

### 映画・テレビドラマ
『24 -TWENTY FOUR-』
『28週後…』
狙撃班が登場。
『NCIS:LA 〜極秘潜入捜査班』
シーズン6第5話。
『ザ・ユニット 米軍極秘部隊』
『スリー・キングス』
『ダイ・ハード2』
『デルタフォースシリーズ』
『ブラックホーク・ダウン』
第75レンジャー連隊とともにモガディシュの市街地で戦闘を行う。
『ボーダーライン』
『ランド・オブ・バッド』

### 漫画
『Cat Shit One』
『ゴルゴ13』
『邪眼は月輪に飛ぶ』
『ブラック・ラグーン』
『闇のイージス』
『ヨルムンガンド』
レームが元デルタフォース所属で、ソマリア内戦と湾岸戦争に従軍していた経歴を持つ。また、作中のアールの発言により、レームが軍を除隊した後ではあったが、ワイリもデルタの入隊試験をパスしたことが明かされる。

### 小説
『デセプション・ポイント』
『フルメタル・パニック!』
『真夜中のデッドリミット"The Day Before Midnight"』
『レインボーシックス』

### ゲーム
『ARMA 2』
拡張パック「Operation Arrowhead」にて実装される。
『F.E.A.R.』
『コール オブ デューティ モダン・ウォーフェア3』
主人公、フロストが所属しており、ロシア軍との第三次世界大戦を戦い抜く。
『コンフリクト・デルタ 湾岸戦争1991』
『コンフリクト・デルタII 湾岸戦争1991』
『スペシャルフォース』
『デルタフォース』
『マーセナリーズ』
『メタルギアシリーズ』
『レインボーシックス』

### デルタフォースをモチーフにした作品
『OPERATION G.H.O.S.T.』
『ゴーストスカッド』
『レイジングストーム』